# Nyalam

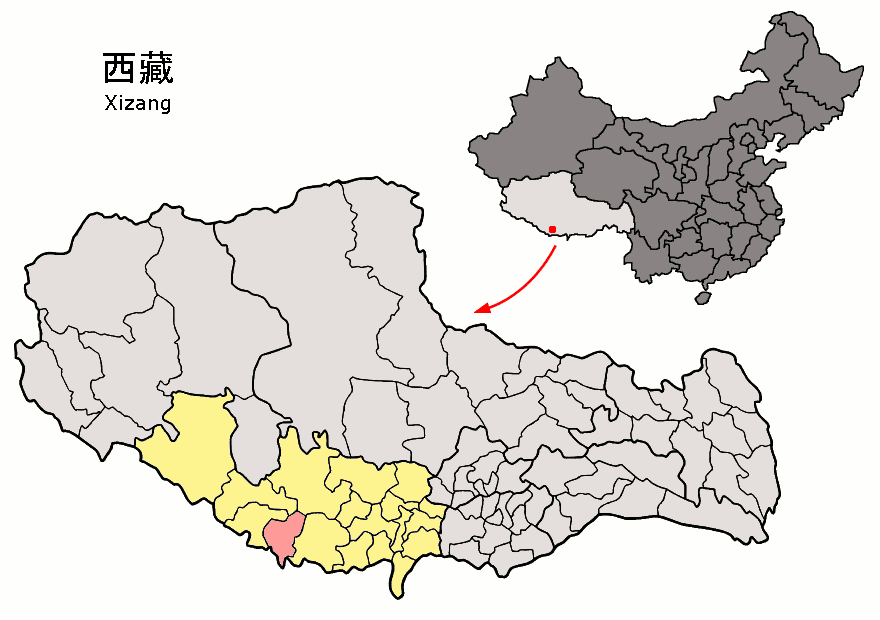
Lage von Nyalam in der Stadt Xigazê

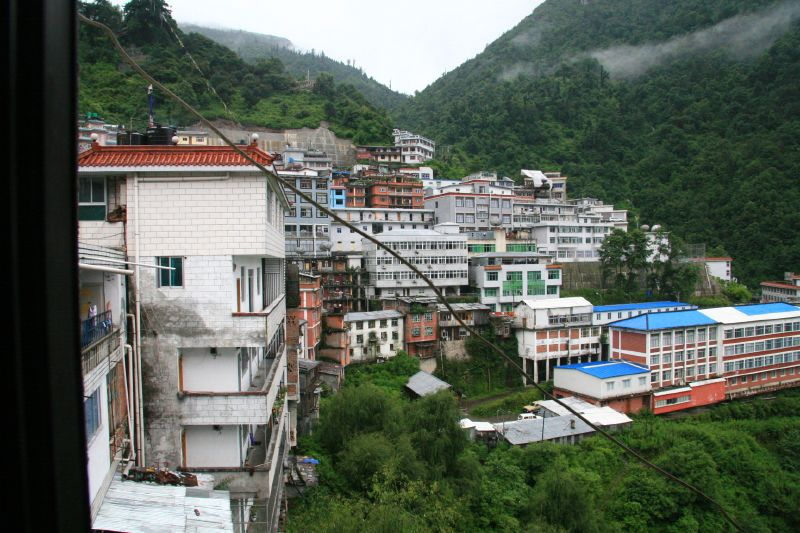
Der Ort Zham

Nyalam (chinesisch 聂拉木县, Pinyin Nièlāmù Xiàn; tibetisch གཉའ་ལམ་རྫོང་, Wylie: gnya’ lam rdzong, auch Nyalam Dzong) ist ein Kreis der bezirksfreien Stadt Xigazê im Autonomen Gebiet Tibet der Volksrepublik China. Die Fläche beträgt 7.843 Quadratkilometer und die Einwohnerzahl 17.009 (Stand: Zensus 2020). 1999 zählte Nyalam 14.073, Ende 2010 rund 20.000 Einwohner.

## Administrative Gliederung
Auf Gemeindeebene setzt sich der Kreis aus zwei Großgemeinden und fünf Gemeinden zusammen. Diese sind (Pinyin/chin.)

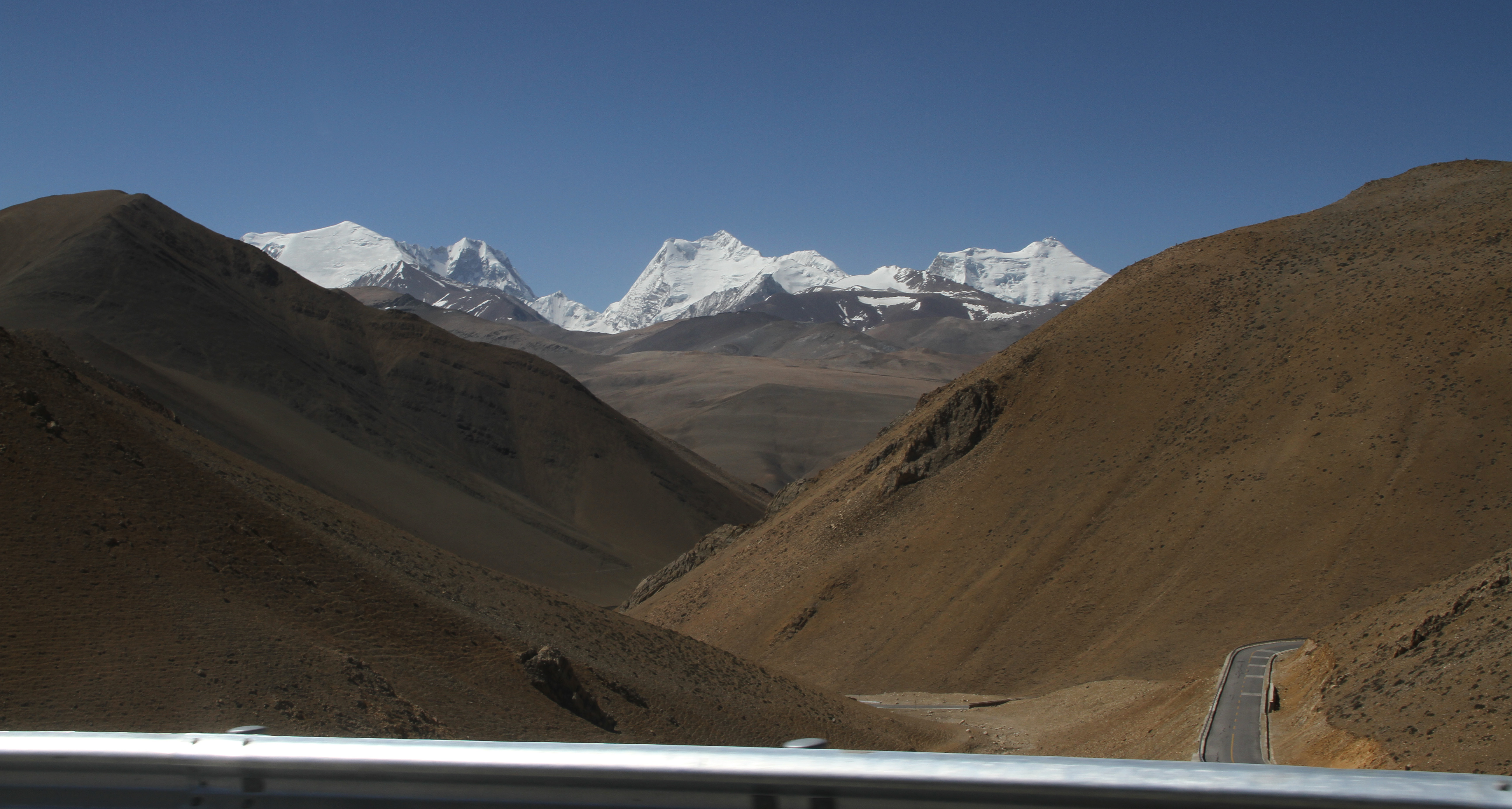
Friendship Highway zwischen Zhangmu und Lalung La

- Großgemeinde Nyalam 聂拉木镇
- Großgemeinde Zham 樟木镇

- Gemeinde Yalai 亚来乡
- Gemeinde Suozuo 琐作乡
- Gemeinde Nailong 乃龙乡
- Gemeinde Menbu 门布乡
- Gemeinde Borong 波绒乡

## Infrastruktur
Wichtigste Straße ist der Friendship Highway als Teilstück der Nationalstraße 318. Er verbindet Nyalam mit Lhasa bzw. über die Brücke der sino-nepalesischen Freundschaft an der Grenze zu Nepal mit Kathmandu.

## Verschiedenes
Die Kreisregierung hat ihren Sitz in der Großgemeinde Nyalam (聂拉木镇). Direkt an der Grenze zu Nepal liegt die Großgemeinde Zham (樟木镇 Zhangmu Zhen) (tib. Dram, nep. Khasa), eines der zwei Siedlungsgebiete des Volkes der Sherpa in China.